# 261
261是260與262之間的自然數。

## 在數學中
- 合數，正因數有1、3、9、29、87和261。
質因數分解為{\displaystyle 3^{2}\times 29}。
- 虧數，真因數和為129，虧度為132。
- 不尋常數，大於平方根的質因數為29。
- 第77個十进制的哈沙德數。前一個為252、下一個為264。
- 十进制的奢侈數。
- 幸運數

## 在人類文化中
- 宜蘭縣頭城鎮的郵遞區號為261
- 阿拉斯加航空261號班機
- 泰國國際航空261號班機
- JR北海道Kiha 261系柴油動車組
- 馬達加斯加的國際電話區號為261
- 白馬丘陵（懷特霍斯丘陵）是牛津郡的最高點，高261公尺
- 史考特·謝爾茲的手擁有極為強大的耐力以及投球完後不用冰敷的特性，曾經在大學時代丟過一場16局261球的比賽
- 阿聯酋大廈第2座的屋頂高度為261公尺

## 在天文中
- NGC 261 是杜鵑座的一個星系
- 小犬座的小犬座G星距離地球261光年

## 在其他領域中
- 西元261年和前261年
- H.261是1990年ITU-T制定的一個視頻編碼標準，屬於視頻編解碼器
- 水手3號和水手4號的質量為261公斤
- 除了是一個數字，也可以代表渺小的希望、奢望，或是「絕望」。這是因為日本漫畫家富樫義博於漫畫週刊少年Jump週刊上連載的漫畫Hunter × Hunter，於260話之後無限期休刊，因此其漫畫迷衍生出「說好不提261話的」的網路用語。後來有關漫畫繼續出刊，但10回後又再停刊，於是冒起了「271」的說法。而富樫化或富奸化等詞，也在動漫迷之間，成了「拖稿」的代名詞。
- 九龍巴士261線，來往上水天平邨及屯門三聖邨。

## 外部連結
- （繁體中文）左太政－從有理數談起
- （中文）Komica Wiki 成句／說好不提261的...